# ペルレード
ペルレード（伊: Perledo）は、イタリア共和国ロンバルディア州レッコ県にある、人口約900人の基礎自治体（コムーネ）。

## 地理

### 位置・広がり
レッコ県のコムーネ。県都レッコから北北西へ19kmの距離にある。

#### 隣接コムーネ
隣接するコムーネは以下の通り。括弧内のCOはコモ県所属を示す。
- ベッラーノ
- エージノ・ラーリオ
- メナッジョ (CO)
- パルラスコ
- サン・シーロ (CO)
- ヴァレンナ

### 気候分類・地震分類
気候分類では、zona E, 2630 GGに分類される。
また、イタリアの地震リスク階級 (it) では、zona 4 (sismicità molto bassa) に分類される。

## 行政

### 分離集落
ペルレードには、以下の分離集落（フラツィオーネ）がある。
- Bologna (Bolognina), Cestaglia, Gisazio, Gittana (con Riva di Gittana), Regoledo, Regolo, Tondello, Vezio con Caravino, Olivedo, Portone, Panighetto, Campallo

### 山岳部共同体
- 広域行政組織である山岳部共同体（イタリア語版）「ヴァルサッシーナ、ヴァルヴァッローネ、ヴァル・デージノ・エ・リヴィエラ山岳部共同体」 (it:Comunità montana della Valsassina, Valvarrone, Val d'Esino e Riviera) （事務所所在地: バルツィオ）に属するコムーネである。